# Municipio de Arteaga (Michoacán)
El municipio de Arteaga es uno de los 113 municipios que integran el estado mexicano de Michoacán, su nombre es en honor de José María Arteaga Magallanes. Se localiza al sur del estado y aproximadamente a 189 kilómetros al suroeste de la ciudad de Morelia. Cuenta con una extensión territorial de 3454.71 km², lo cual representa el 5.87 % del territorio del estado y una población 20.332 habitantes según el último censo de 2020.

## Geografía

### Ubicación
Arteaga se localiza al sur del estado entre las coordenadas 18º 21’ latitud norte y 102° 17’ longitud oeste, a una altitud de 820 metros sobre el nivel del mar.
El municipio limita al norte con el municipio de La Huacana, al este con Churumuco y el Estado de Guerrero, al sur con Lázaro Cárdenas; y al oeste con Aquila, Coalcomán de Vázquez Pallares y Tumbiscatío.

### Orografía e hidrografía
Sus elevaciones principales son las cumbres que forma la Sierra Madre del Sur, los cerros del Agua, de la India, de la Batea, del Fraile y del Chicote. Su suelo se formó en el periodo mesozoico, y su uso principalmente es ganadero, forestal y agrícola. El municipio pertenece a las regiones hidrológicas Balsas y Costa de Michoacán. Sus recursos hidrológicos son proporcionados por los ríos Balsas, Nexpa, Tepalcatepec y la Presa Infiernillo.

### Clima
El clima del municipio es tropical, con lluvias en verano y seco, sin cambio térmico, durante el invierno. La temperatura media anual es de 26 °C, con máximas de 34 °C y mínimas de 16,4 °C. Las lluvias se registran entre los meses de junio y agosto, contando con una precipitación media de 546.5 litros por metro cuadrado.

### Flora y fauna

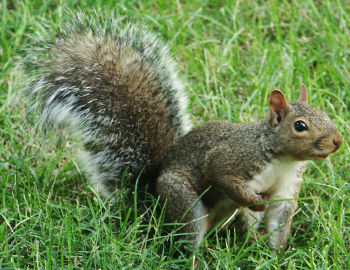
La ardilla habita en el municipio.

La flora del municipio está compuesta por bosque mixto, predominando especies de cuéramo, zapote, mango, pino, encino, cedro, ceiba, huizache, parota y temezquite.[cita requerida]
La fauna silvestre del municipio la componen especies de: nutria, armadillo, conejo, zorro, cacomixtle, mapache, tlacuache, paloma, tórtola, codorniz, ardilla, zorrillo, y peces como la carpa, bagre y mojarra.[cita requerida]

## Demografía
Cuenta con 20 332 habitantes, lo que representa un decrecimiento promedio de -0.70 % anual en el período 2010-2020 sobre la base de los 21 790 habitantes registrados en el censo anterior. Ocupa una superficie de 3434 km², lo que determina al año 2020 una densidad de 5,92 hab/km².
| Gráfica de evolución demográfica de Municipio de Arteaga entre 2000 y 2020 |
|                                                                            |
| Fuente: Instituto Nacional de Estadística Geografía e Informática          |

En el año 2010 estaba clasificado como un municipio de grado medio de vulnerabilidad social, con el 30.38 % de su población en estado de pobreza extrema.
La población del municipio está mayoritariamente alfabetizada (18.42 % de personas analfabetas al año 2010) con un grado de escolarización en torno de los 6 años. Solo el  0.34 % de la población se reconoce como indígena.

### Localidades
En el censo de 2020 el municipio de Arteaga contaba con 333 localidades.
| Código INEGI      | Localidad              | Población (2020) |
| ----------------- | ---------------------- | ---------------- |
| 160100001         | Arteaga                | 11 046           |
| 160100247         | Morelos de Infiernillo | 2 105            |
| Otras localidades | Otras localidades      | 7 181            |
| Total municipal   | Total municipal        | 20 332           |

## Economía
Las principales actividades económicas del municipio son el comercio minorista y los servicios vinculados al alojamiento temporal y la elaboración de alimentos y bebidas.

## Sitios de interés
- Cueva de Toscano.
- El Bulevar
- La Plaza Municipal
- La Piedra Sonadora.
- Templo de la Candelaria.[cita requerida]

## Fiestas y tradiciones

### Fiestas religiosas
- Fiesta de la Candelaria: 2 de febrero.
- Día de la Santa Cruz: 3 de mayo.

### Fiestas tradicionales
- Los Judas en Semana Santa
- La Quema del Iscariote
- Las Maringuias

## Gobierno
Su forma de gobierno es democrática y depende del gobierno estatal y federal; se realizan elecciones cada 3 años, en donde se elige al presidente municipal y su gabinete.

### Cronología de los presidentes municipales
- 1975-1977 Miguel Villanueva Landa.
- 1977-1980 Dr. Armando Álvarez Cuevas.
- 1980-1983 Profr. Sergio Ontiveros Gallardo.
- 1983-1986 Francisco Ortiz Cuevas.
- 1986-1989 Leodegario Infante García.
- 1989-1992 Jesús Pimentel Magaña.
- 1992-1995 Dr. Armando Álvarez Cuevas.
- 1995-1998 Profr. Herminio García Rueda.
- 1998-2001 Benjamín Aparicio García.
- 2001-2004 José García Cuevas.
- 2004-2007 Iván Madero Naranjo.
- 2007-2011 Jairo Germán Rivas Paramo.
- 2011-2015 José García Cuevas.
- 2015-2018 Bernardo Zepeda Vallejo
- 2018-2021 Bernardo Zepeda Vallejo
- 2021-2024 Diego Palominos Cornejo

## Personajes ilustres
- Gordiano Guzmán